# Hervé Collot
Hervé Collot (* 4. August 1932 in Le Val-d’Ajol, Frankreich; † 3. April 2025) war ein französischer Fußballspieler und -trainer.
Collot war für den FC Nancy aktiv und erreichte zweimal das Finale um den französischen Pokalwettbewerb (1953 und 1962). Von 1982 bis 1984 war er Trainer des Erstligisten AS Nancy, die Verpflichtung des jungen Talents Michel Platini ging von ihm aus.